# Portomaggiore
Portomaggiore (emilián nyelven Port Mazor vagy Portmagiòr) település Olaszországban, Emilia-Romagna régióban, Ferrara megyében. Lakosainak száma 11 780 fő (2023. január 1.). Portomaggiore Argenta, Comacchio, Masi Torello, Ostellato, Voghiera és Ferrara községekkel határos.

## Népesség
A település lakossága az elmúlt években az alábbi módon változott:
| Lakosok száma | 11 756 | 11 630 | 11 780 |
|               | 2017   | 2018   | 2023   |